# Ex Deo
Ex Deo je kanadski simfonijski death metal-sastav, nastao kao sporedni projekt Maurizia Iacona, pjevača sastava Kataklysm. Baziran je na povijesti starog Rimskog Carstva i njegovoj mitologiji.

## Povijest sastava
Sastav je 2008. godine osnovao Maurizio Iacono, a kasnije su mu se pridružili i ostali članovi Kataklysma te basist Martyra François Mongrain i klavijaturist Jonathan Lefrancois-Leduc. Trebao je biti samo umjetnički projekt, no postao je pravi sastav, međutim Iacono je izjavio da nikad neće biti aktivan kao njegov glavni sastav. Njihov prvi studijski album Romulus objavila je izdavačka kuća Nuclear Blast u lipnju 2009. godine. Producirao ga je Kataklysmov gitarist Jean-Francois Dagenais te na njemu gostuju pjevač Nergal iz Behemotha te gitaristi Karl Sanders iz sastava Nile, te Obsidian C. iz sastava Keep of Kalessin. Za pjesme "Romulus" i "The Final War (Battle of Actium)" napravljeni su spotovi, koje je režirao Stanimir "Stača" Lukić, te su snimljeni u Beogradu. Svoj drugi studijski album Caligvla objavlili su 31. kolovoza 2012. pod izdavačkom kućom Napalm Records, te su snimili spot za pjesmu "I, Caligvla". Iako su najavljivali i treći album, Iakono je u veljači 2014. poručio da ga vjerojatno neće biti, te da do daljneg pauziraju s radom. Međutim, sastav se ponovo okuplja već iduće godine, te objavljuju album The Immortal Wars i zasada posljednji The Thirteen Years of Nero 2021. godine.

## Članovi sastava
Trenutna postava
- Maurizio Iacono — vokali (2008. – 2014., 2015. - danas)
- Dano Apekian — bas-gitara (2009. – 2014., 2015. - danas)
- Jean-François Dagenais — gitara (2009. – 2014., 2015. - danas)
- Stéphane Barbe — gitara (2009. – 2014., 2015. - danas)
- Olivier Beaudoin — bubnjevi (2015. - danas)

Bivši članovi
- François Mongrain — bas-gitara (2009.)
- Max Duhamel — bubnjevi (2009. – 2014.)

## Diskografija
Studijski albumi
- Romulus (2009.)
- Caligvla (2012.)
- The Immortal Wars (2017.)
- The Thirteen Years of Nero (2021.)

## Vanjske poveznice
- Službena Myspace stranica
- Službena Facebook stranica